# Цицерманн, Бернар
Бернар Цицерманн (фр. Bernard Zitzermann; род. 14 июня 1942 — ум. 1 февраля 2018) — французский кинооператор.

## Биография
В 1964 году Бернар Цицерманн закончил Национальную высшую школу имени Луи Люмьера, где позднее преподавал. Работал помощником оператора Этьена Беккера.
Как оператор-постановщик дебютировал в 1967 году, за время своей взяв карьеры участие в работе над более 60-ти кино-, телефильмам и сериалами. Работал с такими режиссерами, как Клод Лелуш, Франсис Жиро, Тони Гатлиф, Робер  Энрико, Кристиан де Шалонж, Клод Шаброль и Агнешка Холланд.
В 1979 году за операторское мастерство в фильме Арианы Мнушкиной был удостоен французской национальной кинопремии «Сезар». Второй раз был номинирован на эту премию в 1981-м году за фильм Франсиса Жиро «Банкирша», но награды не получил.
Цицерманна не стало зимой 2018 года.